# Bathyconchoecia longispinata
Bathyconchoecia longispinata är en kräftdjursart som beskrevs av Ellis 1987. Bathyconchoecia longispinata ingår i släktet Bathyconchoecia och familjen Halocyprididae. Inga underarter finns listade.